# Jerusalemberg
Der Jerusalemberg ist mit 127 m ü. NHN die höchste Erhebung im Landkreis Jerichower Land in Sachsen-Anhalt.

## Lage und Umgebung
Der Berg liegt im südlichen Teil vom Truppenübungsplatz Altengrabow und neun Kilometer nordöstlich von der Ortschaft Loburg der Einheitsgemeinde Möckern, auf dessen Gemarkung sich dieser Anteil des Übungsgeländes der Bundeswehr befindet.
Seine flache Bergkuppe ist nicht bewaldet, überwiegend mit großflächigen Zwergstrauchheiden versehen und das gesamte Areal ist ein Teil vom 3742 Hektar großen Vogelschutzgebiet Altengrabower Heide, welches fast das gesamte militärische Übungsgebiet umfasst.
Die Höhe liegt auf der hier in Ostwestrichtung verlaufenden Wasserscheidelinie zwischen der Havel im Norden und der Elbe im Süden. Naturräumlich betrachtet gehört der Jerusalemberg zur westlichen Fläminghochfläche, einer 421 km² großen und die westlichste Haupteinheit der übergeordneten Haupteinheitengruppe des Fläming.